# Principado de Belmonte
El Príncipe o la Princesa de Belmonte (en italiano: Principe o Principessa di Belmonte) es un título noble creado en 1619 por la Corona española para la dinastía fundada por los Barones de Badolato y Belmonte, Condes hereditarios de Lavagna y descendientes directos de la familia papal de Fieschi, ennoblecida en el siglo XI. El título de 'Príncipe o Princesa de Belmonte' fue creado con la sucesión según la ley nobiliaria española.
A partir del siglo XVIII concedieron a los Príncipes Belmonte la categoría de 'Fürsten', los Príncipes del Sacro Imperio Romano, con el título de Alteza Serena. Los Príncipes sostienen otros títulos menores, como Duque de Acerenza (creado en 1593), Marqués de Galatone (creado en 1562) y Conde de Copertino (creado en 1562).
El domicilio del Príncipe de Belmonte es Palazzo Belmonte, en la Bahía de Salerno y al sur de Amalfi (en Italia), aunque el título se refiera a la ciudad de fortaleza de Belmonte, ahora Belmonte Calabro.
El actual poseedor del título mayor es Su Excelencia Don Angelo, el Príncipe de Belmonte, que sucedió a su padre en 1982.

## Ascendencia
El Príncipe de Belmonte es descendiente del Fieschi, Condes del Lavagna, una familia antigua de Liguria en el noroeste de Italia. Los antepasados Fieschi de los Príncipes Belmonte incluyen a Sinibaldo, Papa Inocencio IV hijo de Ugone Fieschi, Conde de Lavagna, y Ottobuono, al papa Adriano V hijo de Fieschi Thedisius, así como varios cardenales, un rey de Sicilia, el virrey de Nápoles a Renato de Anjou (René I de Nápoles) (Jacopo Fieschi), tres santos (entre los cuales Santa Catalina de Génova (1447-1510), y tanto generales como almirantes de Génova y otros Estados. Conde Ugone era primero en llevar el nombre 'Fiesco' o Fieschi, atribuido a su control de los asuntos fiscales del emperador. En el siglo XIII, los Fieschi eran aliados en Génova de la Casa de Grimaldi, la dinastía de los Príncipes de Mónaco, en la lucha entre los güelfos y los gibelinos. Por la línea de Pignatelli los príncipes de Belmonte también están relacionados con un tercer papa, Papa Inocencio XII, y el jesuita San José Pignatelli de Zaragoza.  
El antepasado del Príncipe, Rubaldo/Robaldo di Fiesco o 'Fieschi', fue creado Conde de Lavagna en c 1060. A mediados delsiglo XII (c 1158) Federico I, Emperador sacro romano 'Barbarossa' confirmó derechos feudales en Lavagna al Fieschi: los beneficiarios incluyeron Rubaldo y sus sobrinos Guglielmo, Tebaldo, Enrico, Ruffino, Aldedado, Gherardo; Ottone y su hermano Ugone; y Alberto y su hermano Beltramino, fundador de la dinastía Ravaschieri. Los Ravaschieri eran también banqueros prominentes: Giovanni Battista Ravaschiero era el Maestro posterior de la Menta (Maestro di Zecca) bajo Su Majestad Imperial Carlos V, Emperador sacro romano (1516-1554), y su sello de 'IBR' con frecuencia aparece en las monedas de aquel tiempo. Giovanni Battista era uno de siete niños, de quien el hermano mayor Giovanni Francesco, era Previo de Bari del Orden de Malta (1555).  Germano Ravaschiero siguió a su padre como 'Maestro di Zecca', bajo el rey Felipe II de España, y era el padre de Giovanni Battista Ravaschieri, el primer Barón de Badolato, y por lo tanto el abuelo de Don Orazio, el primer Príncipe Belmonte.
- Datos: Q1476118